# 刘异
刘异（?—?），唐朝官员，唐宪宗的驸马。
刘异娶唐宪宗之女安平公主，是唐宣宗的同母妹。刘异外任时，宰相本来拟定他担任平卢军节度使，唐宣宗说自己只有一个同母妹，于是大中十二年（858年）四月，唐宣宗任命右街使、驸马都尉刘异为邠宁节度使。安平公主可以岁时入京。咸通五年（864年），刘异由凤翔节度使转任忠武军节度使，咸通八年（867年）入朝。咸通十一年（870年）转任荆南节度使，咸通十三年（872年）获罪而分司东都洛阳。